# Radiación Ionizante Natural

Señal de riesgo por radiación

La radiación ionizante de origen natural está presente en la naturaleza que nos rodea. Además de la radiación cósmica, se producen radiaciones ionizantes como consecuencia de la presencia de materiales radiactivos de origen natural existentes en la corteza terrestre. Una gran parte de la radiactividad que hay en el medio ambiente procede de los elementos naturales. Las radiaciones ionizantes de origen natural proceden de radioisótopos que se encuentran presentes en el aire (como el radón o el carbono), en el cuerpo humano (como el carbono o el uranio), en los alimentos (como el sodio o el uranio), en la corteza terrestre (por lo tanto las rocas y los materiales de construcción obtenidos de éstas, como el potasio), y en el espacio (radiación cósmica). Todas estas están presentes en la cotidianidad, pero la mayoría no son radiaciones producidas por las personas. Más del 80% de la exposición a radiaciones ionizantes a las que está expuesta la población provienen de las fuentes naturales, que son aquellas que emiten contaminantes atmosféricos que no provienen directamente de las actividades humanas.

## Tipos de radiación ionizante natural
Radiación terrestre: Procedente de los materiales de construcción, como el hormigón y el ladrillo, relacionados con los materiales radioactivos naturales que existen en la corteza terrestre, y que producen radiación directamente de las rocas superficiales de las que está compuesta el suelo. Algunos de los  materiales radioactivos que se encuentran presentes en las rocas son; dos series de elementos que proceden de la desintegración del uranio, el uranio 238 y el torio 232, además del rubidio y el potasio.

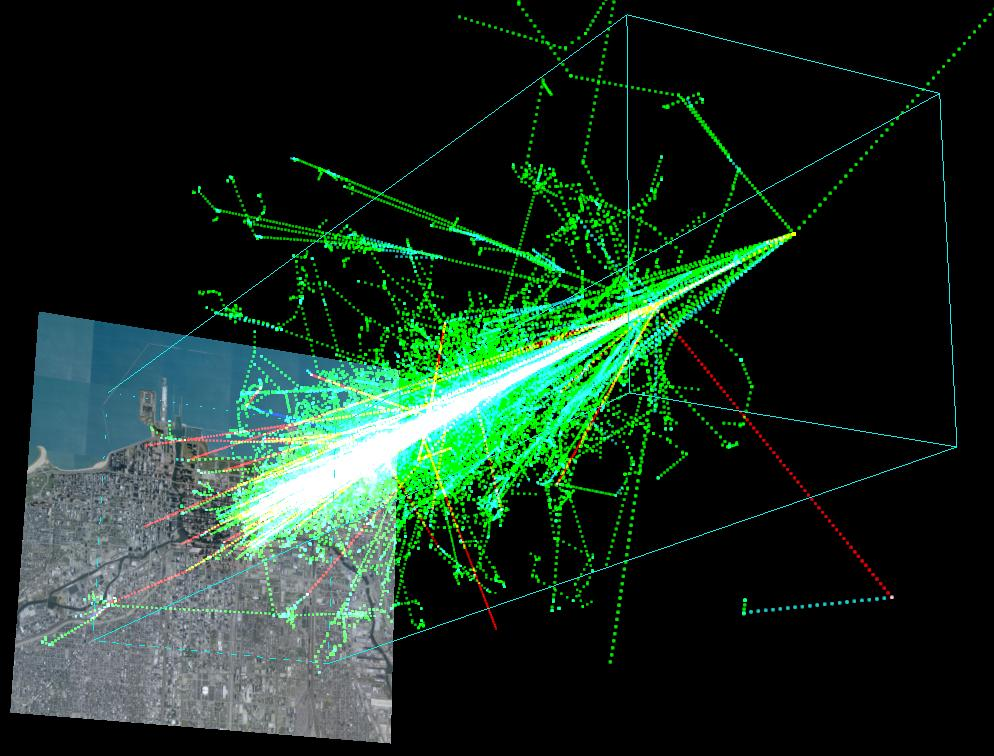
Simulación del impacto de una partícula proveniente del espacio exterior, y de la radiación cósmica consecuente, sobre Chicago.

Radiación del cuerpo: Procedente del cuerpo, debido a que las plantas y los animales absorben los materiales radioactivos de origen natural que existen en la corteza terrestre, lo que ocasiona que se disuelvan en el agua. Por lo tanto, las bebidas y alimentos que consumimos contienen variables de isótopos radiactivos. Algunos de estos alimentos son: Té, nueces de Brasil, pan y café, esto no quiere decir que no deban consumirse, ya que no hay evidencia de riesgo para la salud, debido a que su dosis resultante es muy pequeña. Los radionucleidos principales en nuestro organismo son el tritio, el potasio 40 y el carbono 14.
Radiación del aire: El aire que respiramos diariamente es radiactivo naturalmente, por la presencia gases como el radón, que se empiezan a formar a partir de la desintegración del torio y del uranio, estos distribuidos por la corteza terrestre de manera natural. El radón es un gas insípido e invisible, más o menos 7 veces más pesado que el aire, cuando este escapa al aire libre se dispersa muy rápidamente. Casi la mitad de las dosis de radiación natural total que recibimos, es responsabilidad del radón.
Radiación de los alimentos: Procedente de los alimentos de consumo cotidiano, de origen natural. Los materiales radioactivos presentes en el suelo son absorbidos en una muy pequeña proporción por los animales y las plantas que terminan siendo parte de nuestra alimentación. Algunos de radioisótopos que se encuentran presentes en los alimentos son, el sodio y el uranio.
Radiación cósmica: La predicción teórica de este tipo de radiación fue realizada por el físico ruso Gueorgui Gámov (1904-1968) en 1946, la radiación cósmica se refiere a la energía remanente del Big Bang que dio el origen al universo. El primero que identifico la procedencia de una forma de radiación cuya intensidad se incrementa con la altitud  y que su abundancia varia con la latitud, fue el físico austríaco Víctor Franz Hess (1883-1964), quien llevó a cabo sus experimentos a partir de globos meteorológicos en donde introdujo dispositivos, en función de la medición de la radiación presente en la atmósfera. La mayoría de los rayos cósmicos son núcleos atómicos de helio, hidrógeno o elementos pesados, la mayor parte de energía menor son provenientes del sol, y se desconoce el origen de los que son de muy alta energía. Además, cuando estos interactúan con elementos estables en la atmósfera terrestre, se producen radionúclidos como: El carbono 14, el berilio y el tritio.